# Georgenberg
Georgenberg è un comune tedesco di 1 449 abitanti, situato nel land della Baviera.